# Baseball in Japan

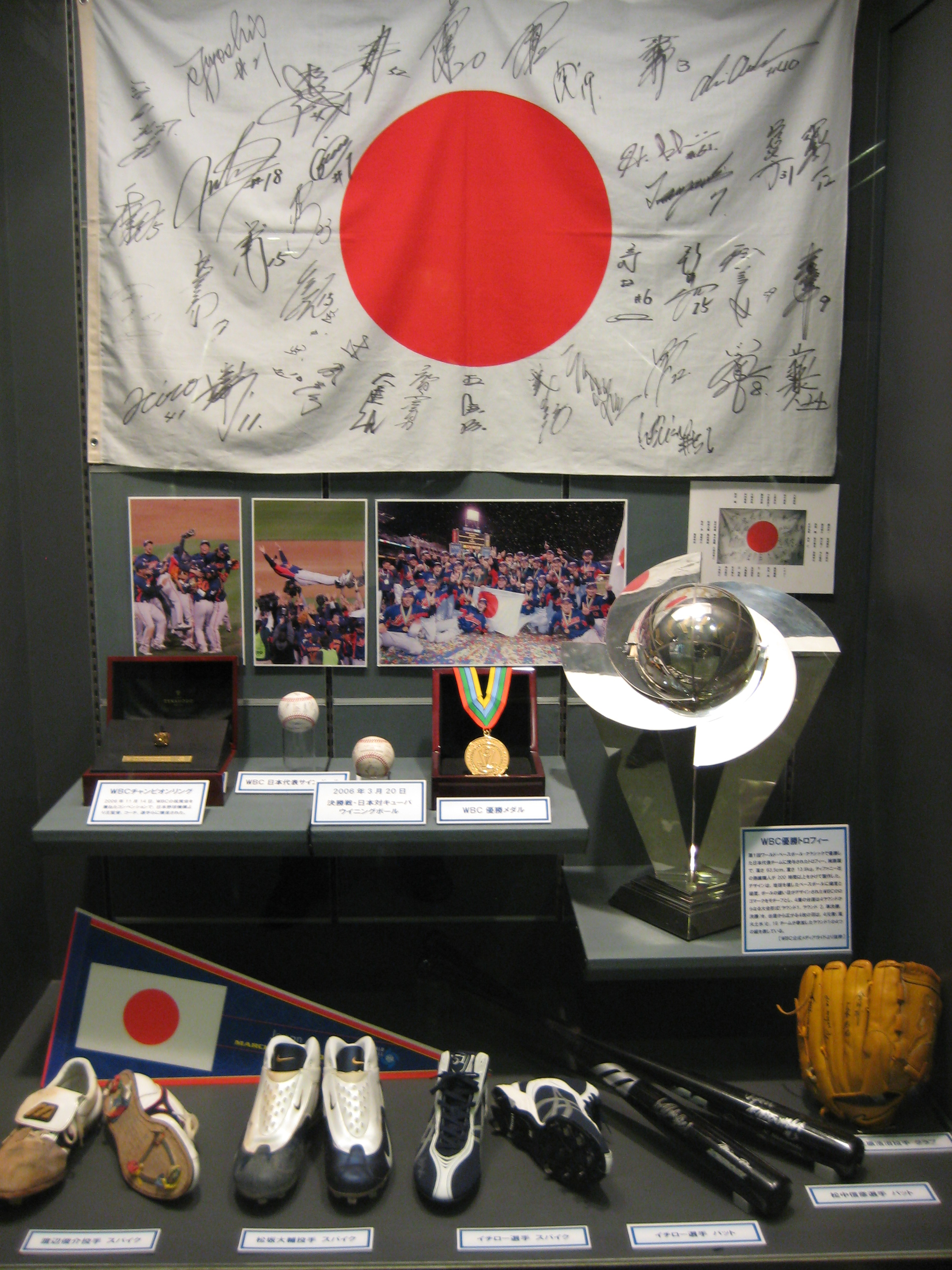
Trophäe und Erinnerungsstücke an Japans Sieg im ersten World Baseball Classic 2006.

Baseball (japanisch 野球, yakyū, deutsch „Feld-Ball“) ist eine der beliebtesten Sportarten in Japan seit seiner Einführung aus Amerika 1872.
Neben zwei Profiligen wird es im ganzen Land an Hochschulen sowie Mittel- und Oberschulen gespielt. Die Oberschulen ermitteln zweimal im Jahr im Kōshien-Stadion in Nishinomiya die beste japanische Schulmannschaft.
Neben dem Baseball im eigenen Land bekommen in Japan auch die japanischen Profis im amerikanischen Major League Baseball viel Aufmerksamkeit. Japan gewann im Jahr 2006 die erste Austragung der World Baseball Classic, dem ersten Wettbewerb von Nationalmannschaften aus Spielern der obersten Profiligen, und konnte 2009 seinen Titel verteidigen.

## Professioneller Baseballsport

Logo des Nippon Professional Baseball

Professioneller Baseballsport in Japan wird von dem Verband Nippon Yakyū Kikō (日本野球機構, engl. Nippon Professional Baseball) organisiert. Gespielt wird in zwei Ligen, der Central League (CL) und der Pacific League (PL). Am Ende der Saison treten die jeweiligen Ligameister gegeneinander in der Nippon Series (engl. Japan Series) an.

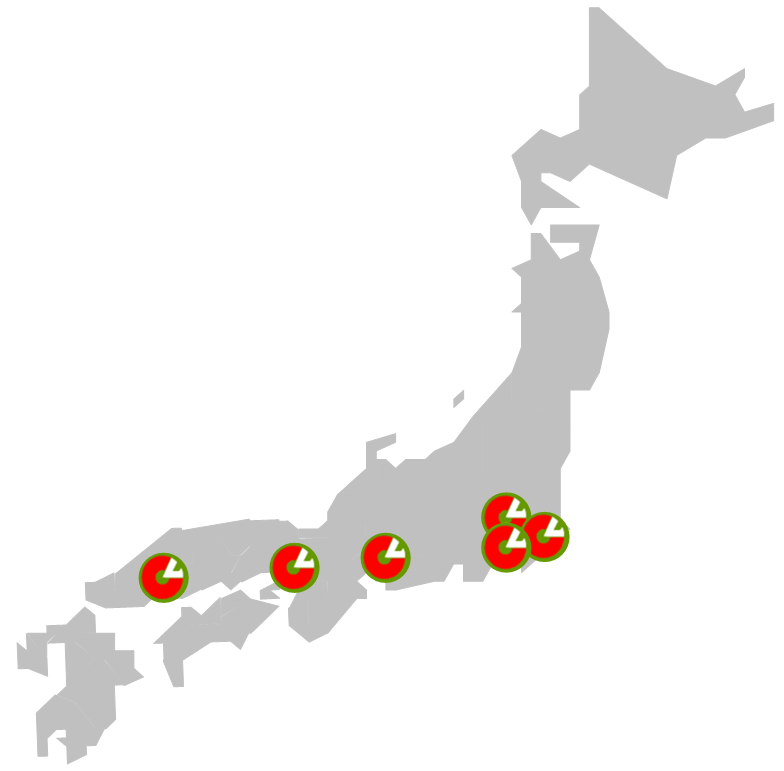
Central League セントラル・リーグ sentoraru rīgu
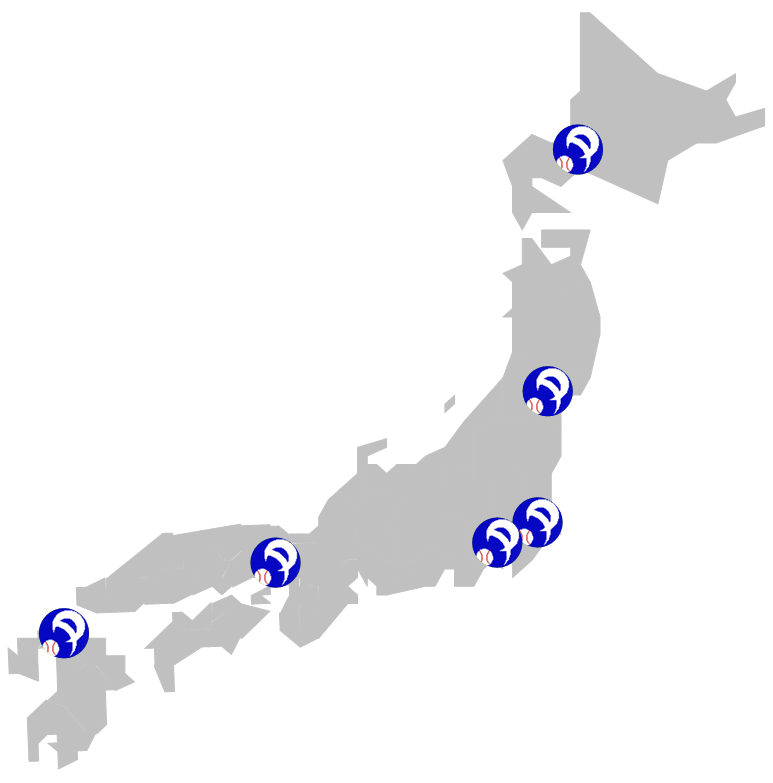
Pacific League パシフィック・リーグ pashifikku rīgu

Trotz der Namen, die eine geografische Aufteilung des Landes vermuten lassen, umfassen beide Ligen Mannschaften aus allen Landesteilen. Die PL spielt dabei mit Designated Hitter (DH), die CL ohne. In den Ligen spielen jeweils sechs Teams von April bis September in derzeit 144 Spielen die Ligameisterschaft aus. Die Anzahl der Spiele pro Saison variierte, in der PL wurden zeitweise mehr Spiele als in der CL ausgetragen. Seit 2005 gibt es eine Interleague Series (kōryūsen) aus zurzeit 24 Spielen, bei der Mannschaften beider Ligen gegeneinander antreten. In Interleague Games wie auch in den Playoffs entscheidet die Ligazugehörigkeit des Gastgebers über die Anwendung der DH-Regel.
Der Meister wird zum Saisonende in der Nihon Series (engl. Japan series) ermittelt, in der die besten Mannschaften beider Ligen gegeneinander in sieben Spielen um die japanische Meisterschaft antreten dürfen. Lange Zeit nahmen nur die Tabellenersten der regulären Saison an der Nihon Series teil, seit 2007 spielen die drei besten Teams der Pacific und der Central League Play-offs, die Climax Series. Dabei spielt zunächst der Zweite zuhause gegen den Dritten in drei Spielen einen Herausforderer aus, der in fünf Spielen gegen den Tabellenersten den Liga-Meister ermitteln darf.
2004 erreichte der Tabellendritte Seibu Lions so nicht nur die Japan series, sondern konnte sich auch letztendlich gegen die Chūnichi Dragons durchsetzen und wurde japanischer Meister. 2005 konnte sich der Pacific League-Meister Chiba Lotte Marines in der Japan series klar mit 4-0 Spielen gegen die Hanshin Tigers durchsetzen, wobei zahlreiche Rekorde ein- oder neu aufgestellt wurden. Dabei gelang es erstmals einem von einem ausländischen Trainer betreuten Team, den Titel zu erringen. Meister 2006 war das Team der Hokkaidō Nippon Ham Fighters aus Sapporo, die den Meister der Central League, Chūnichi Dragons, mit 4-1 Spielen niederringen konnten. 2007 gewannen die Chūnichi Dragons, die die reguläre Saison als zweite der Central League beendeten, die Neuauflage der Nihon Series des Vorjahres gegen Nippon Ham mit 4-1 Spielen.
Die Maße des Feldes, die Regeln und die Spielweise unterscheiden sich leicht von den amerikanischen. So kann ein Spiel auch unentschieden enden, wenn nach einer Verlängerung von maximal drei Innings noch kein Sieger feststeht. Auch wird taktischer und mit weniger Kraft gespielt als in den USA: Bunts und Sacrifice Hits werden häufiger eingesetzt, Extra Base Hits und insbesondere Home Runs sind etwas seltener.
Seit 1951 finden jährlich im Juli das, bzw. die All Star Game (オールスターゲーム, ōrusutāgēmu, „All-Star-Games“) statt: derzeit drei, in manchen Jahren zwei Begegnungen zwischen Auswahlteams der Central und Pacific League, die von Fans, Spielern und Managern in verschiedenen Wahlverfahren bestimmt werden. Gespielt wird heute mit DH, Spiele enden ohne Verlängerung nach neun Innings unentschieden. Anders als in der MLB entscheiden die All-Star-Games nicht über das Heimrecht zu Beginn der Meisterschaftsserie, das jährlich fest zwischen Central und Pacific League wechselt. Seit den 1990er Jahren werden die Namensrechte verkauft, die Spiele heißen deshalb zur Zeit offiziell Mazda All Star Game. Bis einschließlich 2011 gewannen die Mannschaften der Pacific League insgesamt 77 Einzelbegegnungen, die Central League 71 und neun Spiele endeten unentschieden. Im Jahr 2013 wurde ein Skandal um die Flugeigenschaften der Bälle bekannt, die dazu führten, dass in der laufenden Saison plötzlich mehr Homeruns erzielt wurden.

## Baseball an Schulen und Hochschulen

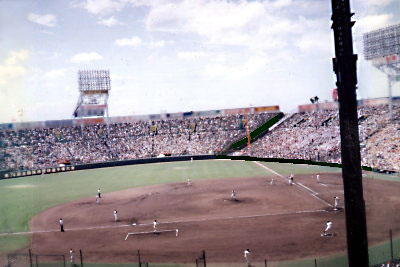
Kōshien-Stadion 1992

An den meisten Schulen in Japan gibt es Baseball-Clubs. Diese können von kleinen Vereinen, die nur zum Spaß spielen bis zu semiprofessionellen Gruppen variieren. Zweimal im Jahr findet ein nationales Oberschul-Turnier statt. Dabei wird in Qualifikationsturnieren in jeder Präfektur ein regionaler Meister ermittelt, der am Final-Turnier im Kōshien-Stadion in Nishinomiya teilnehmen darf. Die Spiele werden live im Fernsehen übertragen und nahezu die ganze Nation verfolgt die Ergebnisse gespannt. 2005 konnte mit der Tomakomai-Oberschule (Komazawa, Hokkaidō) erstmals ein Team das besonders wichtige Sommerturnier zum zweiten Mal in Folge gewinnen. Die Karriere vieler japanischer Baseball-Stars wie Ichirō, Nomo Hideo oder Matsui Hideki begann im Kōshien; die Turniere werden nicht nur von den Fans, sondern auch den Scouts der nationalen und teilweise auch internationalen Profimannschaften verfolgt.
Auch zwischen den Hochschulen werden Baseballwettbewerbe ausgetragen, darunter die im Frühjahr und Herbst ausgetragene Liga der Sechs Universitäten von Tokio, daneben gibt es regionale und nationale Turniere.

## Geschichte

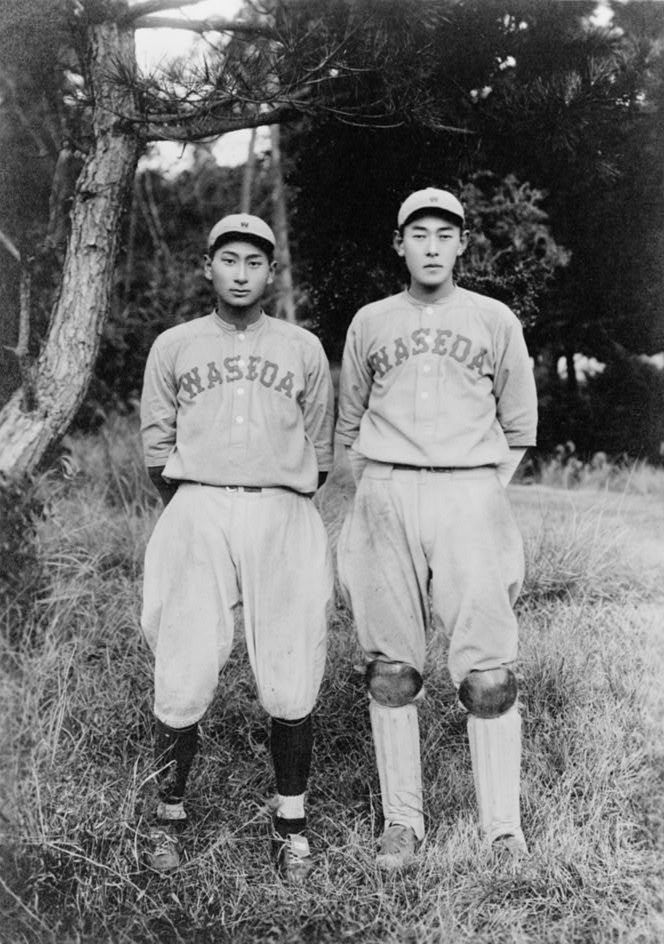
Baseball-Spieler der Waseda-Universität, 1921

Baseball wurde 1872, kurz nach der Öffnung des Landes, von Horace Wilson nach Japan gebracht. In einer Zeit, als Japan Neuerungen aus dem Westen aufgeschlossen gegenüberstand, wurde das Spiel schnell populär. Es sollte allerdings über 30 Jahre dauern, bis die Professionalisierung des Sports einsetzte.
Der erste Austausch mit den USA fand 1905 statt als die Mannschaft der Waseda-Universität die USA besuchte. 1908 wiederum zeigte das Reach All-American auf seiner Welttournee mit Halt in Japan dort den amerikanischen Profibaseball. Die ersten japanischen Profi-Teams wurden 1920 gegründet, lösten sich jedoch bald wieder auf. 1934 wurde mit dem Vorläufer der Yomiuri Giants das erste bis heute existierende professionelle Team gegründet. Nachdem schnell weitere Mannschaften aufgestellt wurden, konnte 1936 die erste japanische Baseball-Liga starten.
Nachdem der Spielbetrieb im letzten Kriegsjahr ausgesetzt werden musste, gründete sich 1945 die japanische Baseball-Organisation (日本野球機構, nihon yakyū kikō) neu. In der Folge wuchs die Popularität von Baseball in Japan weiter, seit Jahrzehnten zieht der Sport jedes Jahr Millionen in die Stadien.
Bei den Olympischen Spielen konnte Japan im Baseball überzeugen, 1992 wurde die Bronzemedaille, 1996 die Silbermedaille gewonnen. Zudem findet das japanische Baseball zunehmend Beachtung in den USA, dem „Mutterland des Baseball“. Mehrere japanische Profis spielen in der MLB, und 2004 konnte Suzuki Ichirō mit 262 Hits in einer Saison den aus dem Jahr 1920 stammenden Rekord von George Sisler brechen.
Meister der Japanische Baseball-Liga
- 1937 (Sommer) Tokyo Kyojin
- 1937 (Herbst) Osaka Tigers
- 1938 (Sommer) Osaka Tigers
- 1938 (Herbst) Tokyo Kyojin
- 1939 Tokyo Kyojin
- 1940 Tokyo Kyojin
- 1941 Tokyo Kyojin
- 1942 Tokyo Kyojin
- 1943 Tokyo Kyojin
- 1944 Hanshin

- 1946 Kinki Great Ring
- 1947 Osaka Tigers
- 1948 Nakai Hawks
- 1949 Yomiuri Giants

## Profiteams

### Central League
| Verein                 | Japanischer Name                             | Orte                  | Haupteigentümer                                       |
| ---------------------- | -------------------------------------------- | --------------------- | ----------------------------------------------------- |
| Hanshin Tigers         | 阪神タイガース Hanshin Taigāsu               | Nishinomiya und Osaka | Eisenbahngesellschaft Hanshin Denki Tetsudō           |
| Chūnichi Dragons       | 中日ドラゴンズ Chūnichi Doragonzu            | Nagoya                | Zeitung Chūnichi Shimbun                              |
| Tōkyō Yakult Swallows  | ヤクルトスワローズ Tōkyō Yakuruto Suwarōzu   | Tōkyō                 | Lebensmittel-, Pharma- und Kosmetikunternehmen Yakult |
| Yokohama DeNA BayStars | 横浜ベイスターズ Yokohama Dī-Enu-Ē Beisutāzu | Yokohama              | Fernsehsender Tokyo Broadcasting System               |
| Yomiuri Giants         | 読売ジャイアンツ Yomiuri Jaiantsu            | Tōkyō                 | Zeitung Yomiuri Shimbun                               |
| Hiroshima Tōyō Carp    | 広島東洋カープ Hiroshima Tōyō Kāpu           | Hiroshima             | Automobilkonzern Mazda                                |

### Pacific League
| Verein                       | Japanischer Name                                            | Orte           | Haupteigentümer                                  |
| ---------------------------- | ----------------------------------------------------------- | -------------- | ------------------------------------------------ |
| Fukuoka Softbank Hawks       | 福岡ソフトバンクホークス Fukuoka Sofutobanku Hōkusu         | Fukuoka        | SoftBank                                         |
| Chiba Lotte Marines          | 千葉ロッテマリーンズ Chiba Rotte Marīnzu                    | Chiba          | Süßwaren- und Lebensmittelhersteller Lotte Group |
| Saitama Seibu Lions          | 埼玉西武ライオンズ Saitama Seibu Raionzu                    | Tokorozawa     | Eisenbahngesellschaft Seibu Tetsudō              |
| Orix Buffaloes               | オリックス・バファローズ Orikkusu Bafarōzu                  | Kōbe und Osaka | Finanzdienstleister ORIX                         |
| Hokkaidō Nippon Ham Fighters | 北海道日本ハムファイターズ Hokkaidō Nippon Hamu Faitāzu     | Sapporo        | Nahrungsmittelunternehmen Nippon Ham KK          |
| Tōhoku Rakuten Golden Eagles | 東北楽天ゴールデンイーグルス Tōhoku Rakuten Gōruden Īgurusu | Sendai         | Rakuten                                          |